# Grande Prêmio da Bélgica de 1980
Resultados do Grande Prêmio da Bélgica de Fórmula 1 realizado em Zolder em 4 de maio de 1980. Quinta etapa da temporada, nele aconteceu a primeira vitória do francês Didier Pironi, da Ligier-Ford, que subiu ao pódio ladeado por Alan Jones e Carlos Reutemann, pilotos da Williams-Ford.

## Resumo

### Sob calendário europeu
Duas das quatro etapas válidas pelo mundial de Fórmula 1 foram realizadas em janeiro e as outras em março, contudo o retorno da categoria à Europa estabelecerá um calendário quinzenal onde os pilotos estarão mais desgastados física e emocionalmente e as equipes terão menos tempo para corrigir os problemas que surgirem, daí a importância de zelar pelo espaço conquistado, sobretudo nos casos de Renault, Brabham e Williams, embora nenhuma delas esteja disputando o campeonato de 1980 em sua plenitude: a Renault venceu duas provas com René Arnoux, mas na verdade o mesmo estava em segundo lugar quando houve a quebra de seu companheiro de equipe, Jean-Pierre Jabouille, até aqui zerado na pontuação. No caso da Brabham Nelson Piquet vem carregando o time equipe de Chessington nas costas ante a participação nula de Ricardo Zunino nas provas, enquanto na Williams quase todos os seus resultados provém de Alan Jones, pois Carlos Reutemann não demonstrou a mesma volição que tinha nos tempos de Brabham e Ferrari. Ao todo seriam nove etapas consecutivas no Velho Continente, número reduzido após a anulação do Grande Prêmio da Espanha realizado em 1º de junho no circuito de Jarama.
Entre idas e vindas a categoria assistiu ao regresso de Alain Prost às atividades como piloto da McLaren enquanto na Ensign o grave acidente sofrido por Clay Regazzoni nos Estados Unidos encerrou a carreira do suíço obrigando a equipe fundada por Morris Nunn a contratar o estreante Tiff Needell. Outra decisão importante foi tomada por Don Nichols ao vender a Shadow para a Theodore Racing, empresa baseada em Hong Kong e pertencente a Teddy Yip, um empresário natural da Indonésia.

### Alan Jones garante a pole
Na sexta-feira o australiano Alan Jones cravou o melhor tempo da sessão com sua Williams à frente de Didier Pironi e Jacques Laffite, representantes da Ligier, enquanto Carlos Reutemann ficou em quarto a bordo da outra Williams com Jean-Pierre Jabouille e René Arnoux vindo a seguir com a Renault enquanto Nelson Piquet terminou em sétimo com a Brabham e Emerson Fittipaldi em último com sua equipe homônima, um infortúnio que não mudou no dia seguinte, aliás, nenhum tempo marcado no sábado superou os obtidos no dia anterior por causa da chuva que caiu por doze horas no Circuito de Zolder, motivo pelo qual os pilotos da Shadow não melhoraram seu tempo, bem como o norte-americano Eddie Cheever não pôde ir à pista com sua Osella, danificada entre um dia e outro, afinal os bólidos que foram à pista estavam dez segundos mais lentos, em média.

### Primeira vitória de Pironi
Sabendo que deveria lutar pela vitória desde o primeiro instante, Didier Pironi fez valer o acerto de seu Ligier JS11 e posicionou-se melhor antes de chegar à curva um do circuito e tomou o primeiro lugar de Alan Jones, o qual preocupou-se em manter Jacques Laffite e Carlos Reutemann atrás de si numa fila que perdurou inalterada por trinta e sete voltas. Embora esse quarteto fosse mais rápido que os demais, Pironi manteve a concentração e em apenas cinco voltas colocou oito segundos de vantagem sobre o rival mais próximo. Outrora vigorosa, a Renault estava entre os coadjuvantes da prova belga, pois Jean-Pierre Jabouille parou logo na primeira volta por falhas na embreagem enquanto René Arnoux valia-se da maior velocidade nas retas para manter o quinto lugar, não obstante a pressão de Nelson Piquet. Insatisfeito, Arnoux atacou Reutemann na volta dezesseis, mas como a manobra foi mal executada, o francês saiu da pista e ao regressar estava em décimo. Assim Piquet herdou a posição, contudo manteve-a apenas até a trigésima segunda volta quando suas rodas travaram após cruzar a reta principal de Zolder e ao chegar numa curva o brasileiro perdeu o controle do carro e a Brabham atingiu a grade de proteção, sem consequências para o piloto.
Problemas de freio obrigaram Jacques Laffite a parar nos boxes onde permaneceu quatro voltas e quando sua Ligier voltou ao asfalto o máximo que ele conseguiu foi marcar a melhor volta no giro 57 enquanto Pironi, Jones e Reutemann mantiveram seus lugares com a Tyrrell de Jean-Pierre Jarier a segui-los a uma certa distância. A essa altura estava em curso uma pilotagem furiosa de René Arnoux cujo bólido rendia bem nos trechos sinuosos da pista combinado com uma boa retomada de velocidade, o que o trouxe de volta à zona de pontuação na volta 41 e ao superar Gilles Villeneuve subiu para quinto e diminuiu paulatinamente sua desvantagem para Jarier até ultrapassar seu compatriota pouco antes do fim da corrida. Com o trio de líderes dispersos pela pista o francês Didier Pironi cruzou a linha de chegada a bordo da Ligier e venceu sua primeira corrida na Fórmula 1 seguido pelas Williams de Alan Jones e Carlos Reutemann enquanto René Arnoux, da Renault, Jean-Pierre Jarier, da Tyrrell e Gilles Villeneuve, da Ferrari vieram logo depois.
Graças ao seu esforço incessante, René Arnoux manteve-se na liderança do mundial de pilotos com 21 pontos, mas sua vantagem em relação a Alan Jones (19 pontos), Nelson Piquet (18 pontos) e Didier Pironi (17 pontos) é diminuta considerando que dois terços do campeonato estão por vir. Um exame dos números relativos ao mundial de construtores mostra que Williams e Ligier são as melhores equipes de 1980: a primeira lidera com 25 pontos como resultado do duplo pódio na Bélgica e a outra ocupa a vice-liderança com 23 pontos, fruto de sua regularidade ao longo do ano. "Fui precipitado em minha euforia quando da conquista da pole position. Eu tinha carro pra vencer brincando, mas me esqueci da Ligier. Assim mesmo, acho que tudo andou bem para a Williams", disse Alan Jones ao fazer um diagnóstico da prova belga, uma súmula apropriada também para o desenrolar do certame caso Renault e Brabham continuem à meia-força.

## Classificação

### Treinos
| Pos.   | Nº | Piloto                | Construtor      | Tempo   | Dif.    |
| ------ | -- | --------------------- | --------------- | ------- | ------- |
| 1      | 27 | Alan Jones            | Williams-Ford   | 1:19.12 | -       |
| 2      | 25 | Didier Pironi         | Ligier-Ford     | 1:19.35 | + 0.23  |
| 3      | 26 | Jacques Laffite       | Ligier-Ford     | 1:19.69 | + 0.57  |
| 4      | 28 | Carlos Reutemann      | Williams-Ford   | 1:19.79 | + 0.67  |
| 5      | 15 | Jean-Pierre Jabouille | Renault         | 1:19.89 | + 0.77  |
| 6      | 16 | René Arnoux           | Renault         | 1:19.89 | + 0.77  |
| 7      | 5  | Nelson Piquet         | Brabham-Ford    | 1:20.23 | + 1.11  |
| 8      | 12 | Elio de Angelis       | Lotus-Ford      | 1:20.96 | + 1.84  |
| 9      | 3  | Jean-Pierre Jarier    | Tyrrell-Ford    | 1:21.36 | + 2.24  |
| 10     | 66 | Patrick Depailler     | Alfa Romeo      | 1:21.45 | + 2.33  |
| 11     | 4  | Derek Daly            | Tyrrell-Ford    | 1:21.51 | + 2.39  |
| 12     | 2  | Gilles Villeneuve     | Ferrari         | 1:21.54 | + 2.42  |
| 13     | 30 | Jochen Mass           | Arrows-Ford     | 1:21.55 | + 2.43  |
| 14     | 1  | Jody Scheckter        | Ferrari         | 1:21.58 | + 2.46  |
| 15     | 10 | Jan Lammers           | ATS-Ford        | 1:21.72 | + 2.60  |
| 16     | 29 | Riccardo Patrese      | Arrows-Ford     | 1:21.75 | + 2.63  |
| 17     | 11 | Mario Andretti        | Lotus-Ford      | 1:22.07 | + 2.95  |
| 18     | 23 | Bruno Giacomelli      | Alfa Romeo      | 1:22.20 | + 3.08  |
| 19     | 8  | Alain Prost           | McLaren-Ford    | 1:22.26 | + 3.14  |
| 20     | 7  | John Watson           | McLaren-Ford    | 1:22.57 | + 3.45  |
| 21     | 21 | Keke Rosberg          | Fittipaldi-Ford | 1:22.97 | + 3.85  |
| 22     | 6  | Ricardo Zunino        | Brabham-Ford    | 1:23.18 | + 4.06  |
| 23     | 14 | Tiff Needell          | Ensign-Ford     | 1:23.50 | + 4.38  |
| 24     | 20 | Emerson Fittipaldi    | Fittipaldi-Ford | 1:24.22 | + 5.10  |
| 25     | 17 | Geoff Lees            | Shadow-Ford     | 1:24.37 | + 5.25  |
| 26     | 18 | David Kennedy         | Shadow-Ford     | 1:24.64 | + 5.52  |
| 27     | 31 | Eddie Cheever         | Osella-Ford     | 1:40.06 | + 20.94 |
| Fonte: |    |                       |                 |         |         |

### Corrida
| Pos    | Nº | Piloto                | Construtor      | Voltas | Tempo/Diferença  | Grid | Pontos |
| ------ | -- | --------------------- | --------------- | ------ | ---------------- | ---- | ------ |
| 1      | 25 | Didier Pironi         | Ligier-Ford     | 72     | 1:38:47.4        | 2    | 9      |
| 2      | 27 | Alan Jones            | Williams-Ford   | 72     | + 47.37          | 1    | 6      |
| 3      | 28 | Carlos Reutemann      | Williams-Ford   | 72     | + 84.12          | 4    | 4      |
| 4      | 16 | René Arnoux           | Renault         | 71     | + 1 volta        | 6    | 3      |
| 5      | 3  | Jean-Pierre Jarier    | Tyrrell-Ford    | 71     | + 1 volta        | 9    | 2      |
| 6      | 2  | Gilles Villeneuve     | Ferrari         | 71     | + 1 volta        | 12   | 1      |
| 7      | 21 | Keke Rosberg          | Fittipaldi-Ford | 71     | + 1 volta        | 21   |        |
| 8      | 1  | Jody Scheckter        | Ferrari         | 70     | + 2 voltas       | 14   |        |
| 9      | 4  | Derek Daly            | Tyrrell-Ford    | 70     | + 2 voltas       | 11   |        |
| 10     | 12 | Elio de Angelis       | Lotus-Ford      | 69     | Bateu            | 8    |        |
| 11     | 26 | Jacques Laffite       | Ligier-Ford     | 68     | + 4 voltas       | 3    |        |
| 12     | 9  | Jan Lammers           | ATS-Ford        | 64     | Motor            | 15   |        |
| NC     | 7  | John Watson           | McLaren-Ford    | 61     | Não classificado | 20   |        |
| Ret    | 29 | Riccardo Patrese      | Arrows-Ford     | 58     | Bateu            | 16   |        |
| Ret    | 11 | Mario Andretti        | Lotus-Ford      | 41     | Câmbio           | 17   |        |
| Ret    | 22 | Patrick Depailler     | Alfa Romeo      | 38     | Exaustor         | 10   |        |
| Ret    | 5  | Nelson Piquet         | Brabham-Ford    | 32     | Bateu            | 7    |        |
| Ret    | 8  | Alain Prost           | McLaren-Ford    | 29     | Transmissão      | 19   |        |
| Ret    | 20 | Emerson Fittipaldi    | Fittipaldi-Ford | 16     | Pane elétrica    | 24   |        |
| Ret    | 14 | Tiff Needell          | Ensign-Ford     | 12     | Motor            | 23   |        |
| Ret    | 23 | Bruno Giacomelli      | Alfa Romeo      | 11     | Suspensão        | 18   |        |
| Ret    | 6  | Ricardo Zunino        | Brabham-Ford    | 5      | Câmbio           | 22   |        |
| Ret    | 30 | Jochen Mass           | Arrows-Ford     | 1      | Bateu            | 13   |        |
| Ret    | 15 | Jean-Pierre Jabouille | Renault         | 1      | Embreagem        | 5    |        |
| DNQ    | 17 | Geoff Lees            | Shadow-Ford     |        |                  |      |        |
| DNQ    | 18 | David Kennedy         | Shadow-Ford     |        |                  |      |        |
| DNQ    | 31 | Eddie Cheever         | Osella-Ford     |        |                  |      |        |
| Fonte: |    |                       |                 |        |                  |      |        |

## Tabela do campeonato após a corrida
| Pos.   | Pilotos          | Pontos |
| ------ | ---------------- | ------ |
| 1      | René Arnoux      | 21     |
| 2      | Alan Jones       | 19     |
| 3      | Nelson Piquet    | 18     |
| 4      | Didier Pironi    | 17     |
| 5      | Riccardo Patrese | 7      |
| Fonte: |                  |        |

| Pos.   | Construtor    | Pontos |
| ------ | ------------- | ------ |
| 1      | Williams-Ford | 25     |
| 2      | Ligier-Ford   | 23     |
| 3      | Renault       | 21     |
| 4      | Brabham-Ford  | 18     |
| 5      | Arrows-Ford   | 8      |
| Fonte: |               |        |

- Nota: Somente as primeiras cinco posições estão listadas. As quatorze etapas de 1980 foram divididas em dois blocos de sete e neles cada piloto podia computar cinco resultados válidos não havendo descartes no mundial de construtores.